# Eurytemora gracilicauda
Eurytemora gracilicauda is een eenoogkreeftjessoort uit de familie van de Temoridae. De wetenschappelijke naam van de soort is voor het eerst geldig gepubliceerd in 1949 door Akatova.